# Politique en Corse
La politique en Corse est celle d'une collectivité territoriale disposant d'une organisation et de compétences spécifiques. Cette politique résulte d'une évolution institutionnelle depuis les années 1970 en Corse, liée à l'existence d'importants mouvements nationalistes autonomistes ou indépendantistes, parfois violents.

## Histoire institutionnelle

### Avant 1982
Rattachée à la France en 1768, la Corse intègre l'organisation administrative française à la Révolution par un décret du 30 novembre 1789. Le département de Corse est créé le 4 mars 1790. De 1796 à 1811, la Corse est divisée en deux départements (Liamone et Golo).
En 1960, à la création des circonscriptions d'action régionale, la Corse fait partie de la région Provence-Côte d'Azur-Corse. Un décret du 9 janvier 1970 fait de la Corse une région puis, le 1er janvier 1976, l'île est de nouveau divisée en deux départements : Haute-Corse et Corse-du-Sud.

La Corse divisée en départements et arrondissements.

À partir de 1976, la Corse est divisée en deux départements : Corse-du-Sud et Haute-Corse. À l'exception des compétences exercées par la collectivité territoriale de Corse et d'adaptations fiscales, ces départements sont similaires aux autres départements de métropole.
Chacun est doté d'un conseil général élu au suffrage universel direct tous les six ans. Chaque conseil général élit son président qui est l'organe exécutif du département.

### Statut de 1982
Dans la foulée des lois de décentralisation, deux lois « portant statut particulier de la région Corse » sont adoptées en 1982,. Dans une décision, le Conseil constitutionnel valide le principe de l'existence d'une collectivité à statut unique,.
À la différence des autres régions françaises, la Corse est dotée d'une Assemblée de Corse (et non d'un conseil régional) élue dès le 8 août 1982 (les premières élections régionales ont lieu en 1986 dans les autres régions) au suffrage universel direct et au scrutin proportionnel intégral. L'exécutif est confié au président de l'Assemblée de Corse.
La région Corse exerce alors les compétences d'une région française mais a également des responsabilités dans les domaines des affaires culturelles et du développement local, l'aménagement, elle exploite le réseau ferroviaire et passe des conventions avec l'État sur les transports aériens et maritimes. L'Assemblée de Corse peut également formuler des avis et recommandations au Premier ministre sur les services publics de l'État sur l'île.
Toutefois, la proportionnelle intégrale et le fait qu'il suffise de 2 231 voix à une liste pour recueillir un siège rendent l'Assemblée difficilement gouvernable. Elle est ainsi dissoute par le Conseil des ministres en 1984 avant que, par une loi du 10 juillet 1985, son mode de scrutin soit modifié pour rejoindre celui des conseils régionaux.

### Statut Joxe (1991)
En 1988, l'Assemblée de Corse adopte une résolution qui affirme l'existence du peuple corse. Cette question lance de nouvelles discussions autour du statut de l'île. 
En 1991, le ministre de l'Intérieur Pierre Joxe fait adopter un nouveau statut pour la Corse. S'inspirant du régime en vigueur en Polynésie française, la nouvelle loi crée une « collectivité territoriale de Corse », au statut particulier, en lieu et place de la région :
- l'Assemblée de Corse est composé de 51 membres (au lieu de 61) et le scrutin proportionnel est maintenu mais une prime majoritaire de trois sièges est accordée à la liste arrivée en tête ;
- l'exécutif est confié à un conseil exécutif, organe collégial différent du président de l'Assemblée et qui peut être renversé par une motion de défiance de l'Assemblée de Corse ;
- la collectivité territoriale de Corse reçoit de nouvelles compétences (éducation, audiovisuel, culture, environnement).

L'article premier de la loi adoptée indique que « La République française garantit à la communauté historique et culturelle vivante que constitue le peuple corse, composante du peuple français, les droits à la préservation de son identité culturelle et à la défense de ses intérêts économiques et sociaux spécifiques. Ces droits liés à l'insularité s'exercent dans le respect de l'unité nationale, dans le cadre de la Constitution, des lois de la République et du présent statut ». Toutefois, le Conseil constitutionnel censure cet article considérant qu'il est « contraire à la Constitution, laquelle ne connaît que le peuple français, composé de tous les citoyens français sans distinction d'origine, de race ou de religion ».
Lors des élections qui suivent, les listes nationalistes recueillent 25 % des suffrages.

### Processus de Matignon
Dans les années qui suivent l'adoption du statut Joxe, plusieurs lois accordent à l'île un statut fiscal spécifique. 
La mouvance nationaliste organise des violences, y compris entre factions nationalistes rivales. En 1998, le préfet Claude Érignac est assassiné en pleine rue, à Ajaccio. Son successeur, Bernard Bonnet, lance une opération « mains propres ». L'année suivante, il est impliqué dans l'affaire des paillotes alors que les attentats se multiplient. 
La dénonciation des violences par les partis nationalistes représentés à l'Assemblée de Corse et la formation d'une plateforme, Unita, pour dialoguer avec le gouvernement permet l'ouverture de nouvelles discussions : le processus de Matignon.
Une nouvelle loi finit par être adoptée en 2002. Elle renforce les compétences de la collectivité. 

### Vers une collectivité unique
En 2003, la Constitution est modifiée pour permettre l'organisation d'un référendum local sur l'évolution d'institutions territoriales. La même année, le Parlement adopte une loi prévoyant une telle consultation visant à la création d'une collectivité unique remplaçant l'actuelle collectivité territoriale et les deux départements. Cette loi est soutenue par les mouvements nationalistes mais, le 6 juillet 2003, 51 % des électeurs rejettent la proposition.
La loi no 2003-486 « organisant une consultation des électeurs de Corse sur la modification de l'organisation institutionnelle de la Corse » est promulguée. La réforme proposée prévoit en particulier la substitution d’une collectivité unique à la Collectivité territoriale de Corse et aux deux départements (Haute-Corse et Corse-du-Sud), et la création de deux conseils territoriaux, l’un en Haute-Corse et l’autre en Corse-du-Sud. Elle reçoit le soutien des mouvements nationalistes.
Le projet de collectivité unique est relancé en 2015 par des discussions entre les élus corses et le gouvernement. La loi portant nouvelle organisation territoriale de la République (loi NOTRe) du 7 août 2015 prévoit la création d'une « collectivité de Corse » au 1er janvier 2018 en lieu et place de l'actuelle collectivité territoriale et des deux départements. 
Lors de l'élection présidentielle de 2017, Emmanuel Macron y réalise l'un de ses plus mauvais scores (18,48 % des voix au premier tour et 51,48 % au second), étant victime du soutien de la famille radicale de gauche Giacobbi, qui dirigeait la Haute-Corse jusqu'aux dernières élections municipales et la condamnation judiciaire de Paul Giacobbi en début d'année. Au contraire, les autonomistes menés par Gilles Simeoni et les indépendantistes par Jean-Guy Talamoni ont profité de la vague « dégagiste » et gagné trois des quatre circonscriptions législatives lors du scrutin qui se tenait la même année.

### Vers l'autonomie grandissante au seins de la république
Le 30 juillet 2025, le conseil des ministres adopte, le projet de loi constitutionnelle portant sur le statut d’autonomie de la Corse au sein de la République française. Pour être adoptée, cette réforme constitutionnelle doit être votée, par l’Assemblée nationale, et puis le Sénat, puis, lors de leur réunion en Congrès.

## Représentation politique et administrative

### Préfets et arrondissements

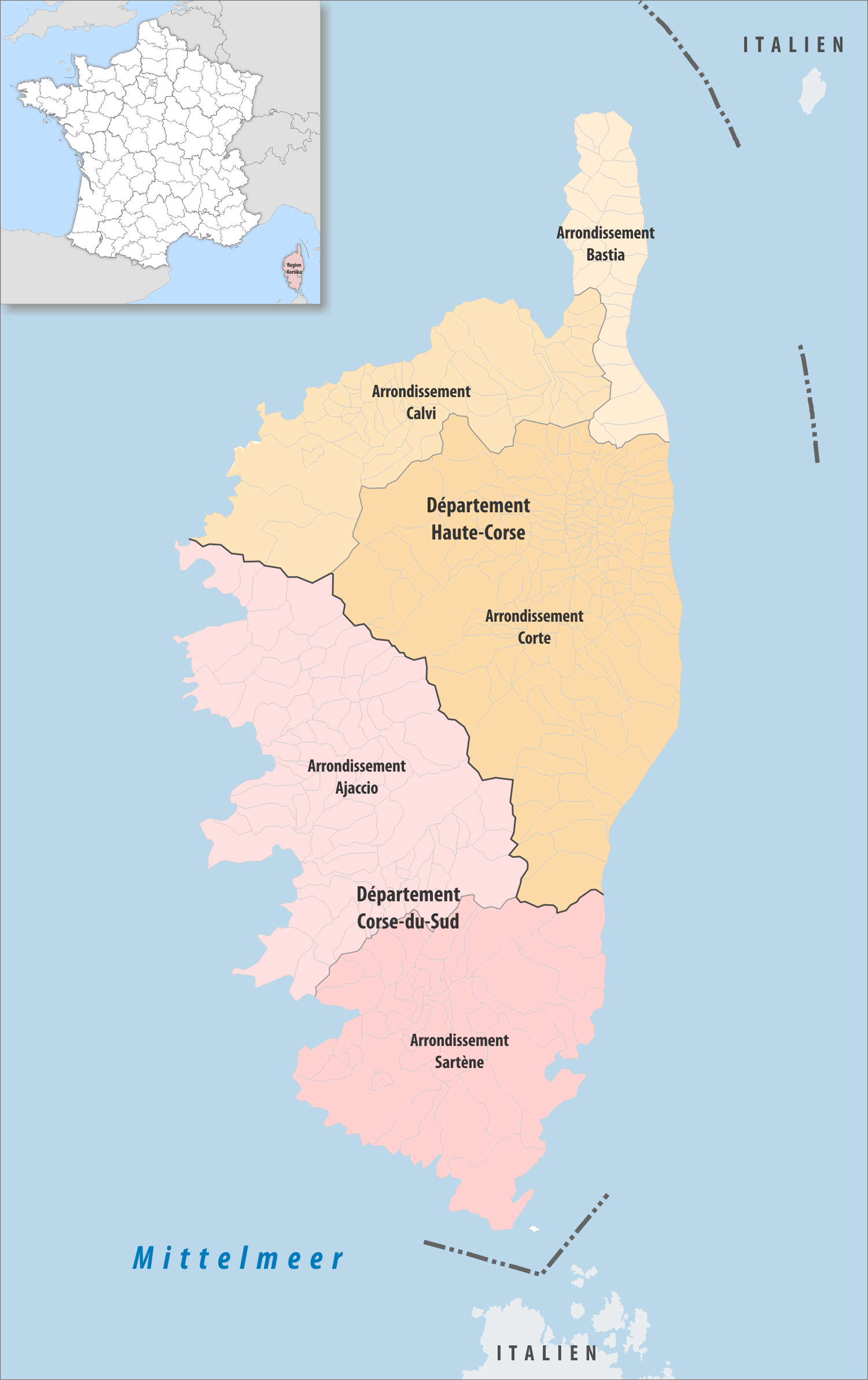
Arrondissements de Corse avec les départements en couleur

La Corse est divisée en deux départements : la préfecture de la Haute-Corse est localisée à Bastia et celle de Corse-du-Sud à Ajaccio. Les départements possèdent en outre trois sous-préfectures à Calvi, Corte et Sartène. Jusqu'en 1811, une sous-préfecture supplémentaire était située à Vico.
| Nom                       | Code Insee | Superficie (km2) | Population (dernière pop. légale) | Densité (hab./km2) | Modifier             |
| ------------------------- | ---------- | ---------------- | --------------------------------- | ------------------ | -------------------- |
| Arrondissement d'Ajaccio  | 2A1        | 2 224,40         | 123 120 (2022)                    | 55                 | modifier les données |
| Arrondissement de Sartène | 2A4        | 1 789,90         | 42 925 (2022)                     | 24                 | modifier les données |
| Corse-du-Sud              | 2A         | 4 014,20         | 166 045 (2022)                    | 41                 | modifier les données |

| Nom                      | Code Insee | Superficie (km2) | Population (dernière pop. légale) | Densité (hab./km2) | Modifier             |
| ------------------------ | ---------- | ---------------- | --------------------------------- | ------------------ | -------------------- |
| Arrondissement de Bastia | 2B2        | 473,80           | 92 842 (2022)                     | 196                | modifier les données |
| Arrondissement de Calvi  | 2B5        | 1 338,40         | 31 403 (2022)                     | 23                 | modifier les données |
| Arrondissement de Corte  | 2B3        | 2 853,40         | 60 986 (2022)                     | 21                 | modifier les données |
| Haute-Corse              | 2B         | 4 665,60         | 185 231 (2022)                    | 40                 | modifier les données |

### Députés et circonscriptions législatives

Circonscription et affiliations à l'issue des élections de 2024.

| Circ.  | Nom                            |  | Parti   | Groupe                                           | Suppléant                  |
| ------ | ------------------------------ |  | ------- | ------------------------------------------------ | -------------------------- |
| 1re 2A | Laurent Marcangeli (2024-2025) |  | HOR-CCB | Horizons et indépendants                         | Xavier Lacombe             |
| 1re 2A | Xavier Lacombe                 |  | LR      | Horizons et indépendants                         | —                          |
| 2e 2A  | Paul-André Colombani           |  | PNC     | Libertés, indépendants, outre-mer et territoires | Thérèse Malu-Pellegrinetti |
| 1re 2B | Michel Castellani              |  | FaC     | Libertés, indépendants, outre-mer et territoires | Juliette Ponzevera         |
| 2e 2B  | François-Xavier Ceccoli        |  | LR      | Droite républicaine                              | Hélène Astolfi             |

### Sénateurs
| Nom                   |  | Parti | Groupe                                 | Autres mandats (passés ou actuels) |
| --------------------- |  | ----- | -------------------------------------- | ---------------------------------- |
| Jean-Jacques Panunzi  |  | LR    | Les Républicains                       |                                    |
| Paul-Toussaint Parigi |  | FaC   | Écologiste - Solidarité et territoires |                                    |

## Collectivité de Corse
La loi portant nouvelle organisation territoriale de la République crée une collectivité territoriale unique le 1er janvier 2018 en lieu et place de la collectivité territoriale de Corse et des deux départements. Les échelons administratifs centraux ont néanmoins été préservés : la Corse garde ainsi deux préfectures de départements et les services de l'État associés au niveau déconcentré, mais voit les deux départements au niveau décentralisé fusionner. Un projet similaire avait pourtant été rejeté lors du référendum en 2003.
Dotée des mêmes organes que l'ancienne collectivité territoriale de Corse, la « collectivité de Corse » exerce en sus les compétences dévolues aux conseils départementaux, qui sont ainsi supprimés. L’Assemblée de Corse est composée de 63 membres et la prime majoritaire accordée à la liste arrivée en tête lors de l'élection est portée de 9 à 11 sièges.

Logo 2004.
Logo 2011.
Logo 2018.

### Organes

Logo de l'assemblée de Corse

La Corse forme une collectivité territoriale française similaire à une région mais avec un statut particulier.
Son organe délibérant est l'assemblée de Corse, élue au suffrage universel direct tous les six ans, en même temps que les élections régionales, via un scrutin proportionnel de liste à deux tours.
L'Assemblée élit son président mais, à la différence des régions, ce dernier n'est pas chargé du pouvoir exécutif. Celui-ci appartient au conseil exécutif composé d'un président et dix membres et élu par l'Assemblée. Le conseil exécutif peut être renversé par une motion de défiance de l'Assemblée de Corse.
Il existe en outre un conseil économique, social et culturel de Corse, consultatif.

### Compétences
La collectivité de Corse dispose de compétences particulières, fixées par le Code général des collectivités territoriales :
- éducation (schéma prévisionnel des formations ; construction et entretien des collèges, lycées, établissements publics d'enseignement professionnel, artistique, d'éducation spéciale, lycées professionnels maritimes, établissements d'enseignement agricole et centres d'information et d'orientation et certains établissements d'enseignement supérieur) ;
- culture et communication (politique culturelle, développement de la langue et de la culture corses ;
- sport et éducation populaire (promotion des activités physiques et sportives, d'éducation populaire et d'information de la jeunesse) ;
- plan d'aménagement et de développement durable ;
- transports (exploitation des transports ferroviaires, continuité territoriale avec le continent, routes nationales, convention avec les départements pour l'organisation des liaisons interdépartementales) ;
- gestion des infrastructures (ports maritimes de commerce et de pêche, aérodromes, réseau ferré) ;
- logement et foncier ;
- développement économique (aides aux entreprises, tourisme, agriculture et forêts, formation professionnelle, apprentissage et insertion professionnelle des jeunes) ;
- environnement (protection de l'environnement, ressources en eau, plan de gestion des déchets, programme de prospection, d'exploitation et de valorisation des ressources énergétiques locales).

La collectivité dispose de sept établissements publics chargés de la mise en œuvre de sa politique :
- Agence de développement économique de la Corse (ADEC) ;
- Office de l'environnement de la Corse (OEC) ;
- Office des transports de la Corse (OTC) ;
- Agence du tourisme de la Corse (ATC) ;
- Office du développement agricole et rural de Corse (ODARC) ;
- Office d'équipement hydraulique de Corse (OEHC) ;
- Agence d'aménagement durable, de planification et d'urbanisme de la Corse (AAUC).

### Communes et intercommunalités

Carte des 360 communes de Corse au 1er janvier 2022.

La Corse compte 360 communes (236 en Haute-Corse et 124 en Corse-du-Sud) regroupées en 19 intercommunalités (12 en Haute-Corse et 7 en Corse-du-Sud).
| Commune       | Maire                    |  | Parti | Élection | Population |
| ------------- | ------------------------ |  | ----- | -------- | ---------- |
| Ajaccio       | Stéphane Sbraggia        |  | HOR   | 2022     | 70 659     |
| Bastia        | Pierre Savelli           |  | FaC   | 2016     | 45 715     |
| Porto-Vecchio | Jean-Christophe Angelini |  | PNC   | 2020     | 12 042     |

## Paysage politique
- Pè a Corsica : coalition politique fondée en 2015 qui regroupe :
  - Femu a Corsica
  - Corsica libera

- A Manca (« La Gauche ») : parti régional d'extrême gauche, fondé en 2009 et issu d'A Manca naziunale (« La Gauche nationale ») créé en 1998.
- Comité central bonapartiste : parti de droite présent seulement à Ajaccio, fondé en 1908.
- Corse social-démocrate (CSD) : parti régional de gauche, fondé en 1996.
- Corsica libera (« Corse libre ») : parti indépendantiste d'extrême gauche, fondé en 2009.
- I Verdi Corsi (« Les Verts corses ») : parti écologiste régional, fondé en 1988. Fédération corse d'Europe Écologie Les Verts (EELV).
- Rinnovu : parti indépendantiste qui a fait partie de Corsica libera de la fondation en 2009 jusqu'en 2012.
- Corsica Viva